# Vigésimo cuarto problema de Hilbert
El vigésimo cuarto problema de Hilbert es una cuestión matemática que no se publicó como parte de la lista de los 23 problemas conocidos como Problemas de Hilbert, pero que se incluyó en las notas originales de David Hilbert. El problema incide sobre la búsqueda de un criterio para evaluar la simplicidad de las demostraciones matemáticas y el desarrollo de una teoría de la demostración, con la capacidad de demostrar que una prueba dada es la más simple posible.
El problema número 24 fue redescubierto por el historiador alemán Rüdiger Thiele en 2000, y confirmó que Hilbert no lo incluyó en la conferencia en la que presentó su lista de problemas ni en ningún texto publicado. Los amigos y compañeros matemáticos de Hilbert, Adolf Hurwitz y Hermann Minkowski, participaron de cerca en el proyecto, pero no tenían conocimiento de este problema.
Este es el texto completo de las notas de Hilbert contenido en el artículo de Rüdiger Thiele. La sección fue traducida por el propio Thiele.

El problema número 24 en mi conferencia de París iba a ser: Criterios de simplicidad o prueba de la mayor simplicidad de ciertas pruebas. Desarrollar una teoría del método de prueba en matemáticas en general. Bajo un conjunto dado de condiciones, solo puede haber una prueba más simple. Generalmente, si hay dos demostraciones para un teorema, se debe continuar hasta que se haya deducido una de la otra, o hasta que sea bastante evidente qué condiciones variantes (y ayudas) se han utilizado en las dos demostraciones. Dadas dos rutas, no es correcto tomar ninguna de estas dos o buscar una tercera; es necesario investigar el área que se encuentra entre las dos rutas. Los intentos de juzgar la simplicidad de una demostración están en mi examen de syzygies y syzygies [Hilbert escribió mal la palabra syzygies] entre syzygies (véase Hilbert 42, conferencias XXXII-XXXIX). El uso o el conocimiento de una syzygy simplifica de manera esencial la prueba de que cierta identidad es verdadera. Debido a que cualquier proceso de adición [es] una aplicación de la ley conmutativa de la adición, etc. [y porque] esto siempre corresponde a teoremas geométricos o conclusiones lógicas, se pueden contar estos [procesos] y, por ejemplo, para demostrar ciertos teoremas de geometría elemental (el teorema de Pitágoras, [teoremas] sobre puntos notables de triángulos), se puede muy bien decidir cuál de las demostraciones es la más simple. [Nota del autor: Parte de la última oración no solo es apenas legible en el cuaderno de Hilbert, sino que también es gramaticalmente incorrecta. Las correcciones e inserciones que Hilbert hizo en esta entrada muestran que escribió el problema apresuradamente.]
David HilbertHilbert’s twenty-fourth problem Rüdiger Thiele, American Mathematical Monthly, enero de 2003

En 2002, Thiele y Larry Wos publicaron un artículo sobre el problema veinticuatro de Hilbert con una discusión sobre su relación con varios temas en razonamiento automático, lógica y matemáticas.